# Ван Биландт, Лодевейк
Лодевейк ван Биландт (нидерл. Lodewijk Count van Bylandt; 1718 Кекен, Вестфалия — 28 декабря 1793 Хувен, Республика Соединённых провинций) — голландский генерал-лейтенант. Известность приобрел благодаря инциденту, что стал одним из эпизодов Войны за Независимость США. За отказ вести голландские корабли в бой он был дважды предан суду, но избежал наказания. До конца своей жизни ван Биландт продолжал состоять на военно-морской службе Республики Соединённых провинций. Благодаря своей деятельности и написанной им книге «Военно-морская тактика и основы военной науки на море» (нидерл. Zeetactiek of Grondregelen der krijgskunde ter zee) он помогал голландскому флоту быть конкурентоспособным наряду с флотом других морских государств.

## Биография

### Происхождение
Лодевейк ван Биландт происходил из семейства Биландт — одного из самых влиятельных и древних голландско-немецких семейств, корни которого уходили в XIII век. Отцом Лодевейка был Людвиг Рулеман (нидерл.  Ludwig Roeleman), который обладал титулом графа и владениями в Вестфалии. Матерью была — Кристина Мария Луиза Фреин баронесса фон Хейден-Брук (нидерл. Christina Maria Louisa Freiin (baroness) von Heyden - Broeck). Родственниками Лодевейку приходилось множество офицеров армии и флота, среди которых наиболее знаменитым был командир голландской бригады в битве при Ватерлоо — Виллем Фредерик ван Биландт (нидерл. Willem Frederik van Bylandt). Лодевейк ван Биландт не был женат и сведения о детях не встречаются.

«Инцидент Филдинга-Биландта» — ван Биландт отказывается выводить корабли в бой (картина сверху)

### Деятельность
Лодевейк ван Биландт поступил на службу в голландский военно-морской флот в качестве adelborst (мичмана) в 1736 году и тогда же отправился в круиз на остров Кюрасао. Дослужился до звания капитана в 1747 году. В 1756 году был назначен капитаном " West Stellingwerff ", после в 1768 на «Thetis» с которым в составе экспедиции принял участие в рейде против Берберийских пиратов. В 1775 ван Биландт в звании вице-адмирала отправился рейдом против Марокко. Миссия завершилась успешно и султан Марокко был вынужден просить о мирных переговорах. С началом Войны за Независимость США, голландские торговцы стали активно торговать с последними. Через свою базу в Синт-Эстатиус на территорию США ввозились табак (торговля которым была запрещена в соответствии с Навигационным актом), оружие и боеприпасы. Чтобы прекратить эти действия, Англия выдает каперские свидетельства против голландских и французских торговых судов. Для подавления английской каперской деятельности Республика Соединённых провинций направила в свою Вест-Индскую колонию флот под командованием Лодевейка ван Биландта. При этом, как французы так и голландцы по прежнему сохраняли нейтралитет и война Англии не была объявлена. После вступления Франции и Испании на стороне штатов в из борьбе за независимость от Англии, голландские предприниматели нарастили торговый оборот с мятежниками. Англия запротестовала, ссылаясь на ранее заключенные договора между ними и Республикой Соединённых провинций. Последние, в свою очередь, стали толковать по собственному мнению пункты договора от 1668 года. После накала обстановки между странами, было принято решение снабжать военные корабли в защиту торговых. В ноябре 1779 года Генеральные Штаты отправляют конвой из пяти кораблей под предводительством Лодевейк ван Биландта с торговыми судами. Однако, 31 декабря 1779 года голландские суда были перехвачены преобладающими морскими силами англичан. По приказу ван Биландта было произведено два пушечных выстрела и после спущены флаги, что означало сдачу в плен.
В 1781 году ван Биландт был назначен вице-адмиралом. Инспектируя корабли, он пришел к выводу о неудовлетворительном состоянии голландского флота. После того, как французы запросили поддержки в борьбе против английского флота, ван Биландт отказался вести в бой выделенные ему Генеральными Штатами корабли, указывая на их непригодное состояние. После этого он подвергается гонениям и предается военному суду. На протяжении долгих лет шло разбирательство и в конечно итоге комиссия по расследованию пришла к выводу о его невиновности. В 1793 году Лодевейк ван Биландт умирает.